# Liste des monuments historiques du 15e arrondissement de Paris

Cet article recense les monuments historiques du 15e arrondissement de Paris, en France.

## Liste
| Monument                                                                                | Adresse                                                                     | Coordonnées                      | Notice         | Protection                                                  | Date      | Illustration                                                                            |
| --------------------------------------------------------------------------------------- | --------------------------------------------------------------------------- | -------------------------------- | -------------- | ----------------------------------------------------------- | --------- | --------------------------------------------------------------------------------------- |
| Aviatic Bar                                                                             | 354 bis rue de Vaugirard                                                    | 48° 50′ 09″ nord, 2° 17′ 38″ est | « PA00086643 » | Inscrit                                                     | 1984      | Aviatic Bar                                                                             |
| Boucherie                                                                               | 4 rue d'Alleray                                                             | 48° 50′ 19″ nord, 2° 18′ 02″ est | « PA00086644 » | Inscrit                                                     | 1984      | Boucherie                                                                               |
| Boucherie                                                                               | 178 rue de la Convention                                                    | 48° 50′ 17″ nord, 2° 17′ 39″ est | « PA00086645 » | Inscrit Inscrit                                             | 1984 2017 | Boucherie                                                                               |
| Boulangerie                                                                             | 108 rue Blomet                                                              | 48° 50′ 26″ nord, 2° 17′ 58″ est | « PA00086646 » | Inscrit                                                     | 1984      | Boulangerie                                                                             |
| Boulangerie                                                                             | 70bis rue Dutot                                                             | 48° 50′ 16″ nord, 2° 18′ 28″ est | « PA00086648 » | Inscrit                                                     | 1984      | Boulangerie                                                                             |
| Boulangerie-pâtisserie-confiserie                                                       | 24 rue du Commerce                                                          | 48° 50′ 52″ nord, 2° 17′ 47″ est | « PA00086647 » | Inscrit                                                     | 1984      | Boulangerie-pâtisserie-confiserie                                                       |
| Café Le Relais du métro                                                                 | 3 boulevard de Grenelle                                                     | 48° 51′ 16″ nord, 2° 17′ 20″ est | « PA00086649 » | Inscrit                                                     | 1984      | Café Le Relais du métro                                                                 |
| Caisse d'allocations familiales de Paris                                                | 10 à 26 rue Viala 5bis à 11 rue Saint-Charles 36 à 44 rue du Docteur-Finlay | 48° 50′ 25″ nord, 2° 18′ 40″ est | « PA75150002 » | Annulé                                                      | 1998      | Caisse d'allocations familiales de Paris                                                |
| Collège de l'Immaculée-Conception                                                       | 391 rue de Vaugirard 1 rue Lacretelle                                       | 48° 50′ 03″ nord, 2° 17′ 12″ est | « PA00086661 » | Inscrit                                                     | 1990      | Collège de l'Immaculée-Conception                                                       |
| Crèmerie                                                                                | 10 rue Lecourbe                                                             | 48° 50′ 42″ nord, 2° 18′ 36″ est | « PA00086650 » | Inscrit                                                     | 1984      | Crèmerie                                                                                |
| Crèmerie, bouquinerie-brocante "Au Facteur Cheval"                                      | 124 rue Saint-Charles                                                       | 48° 50′ 42″ nord, 2° 18′ 36″ est | « PA00086651 » | Inscrit                                                     | 1984      | Crèmerie, bouquinerie-brocante "Au Facteur Cheval"                                      |
| Édicule Guimard de la station Pasteur                                                   | Boulevard Pasteur                                                           | 48° 50′ 34″ nord, 2° 18′ 46″ est | « PA00086657 » | Inscrit                                                     | 2016      | Édicule Guimard de la station Pasteur                                                   |
| Église Saint-Christophe-de-Javel                                                        | 28 rue de la Convention                                                     | 48° 50′ 40″ nord, 2° 16′ 46″ est | « PA00086652 » | Inscrit                                                     | 1975      | Église Saint-Christophe-de-Javel                                                        |
| Hôpital Necker-Enfants malades                                                          | 149-151 rue de Sèvres                                                       | 48° 50′ 25″ nord, 2° 18′ 40″ est | « PA75150003 » | Inscrit                                                     | 2006      | Hôpital Necker-Enfants malades                                                          |
| Immeuble                                                                                | 6 à 10 rue de la Cavalerie                                                  | 48° 50′ 58″ nord, 2° 18′ 02″ est | « PA00086653 » | Inscrit                                                     | 1986      | Immeuble                                                                                |
| Immeuble                                                                                | 19 avenue du Maine                                                          | 48° 50′ 38″ nord, 2° 19′ 14″ est | « PA00125447 » | Inscrit                                                     | 1993      | Immeuble                                                                                |
| Immeuble (Maison et atelier du maître-verrier Barillet)                                 | 15 square Vergennes                                                         | 48° 50′ 20″ nord, 2° 18′ 07″ est | « PA00125448 » | Inscrit                                                     | 1993      | Immeuble(Maison et atelier du maître-verrier Barillet)                                  |
| Immeuble Paquebot de Pierre Patout                                                      | 3 boulevard Victor rue Lecourbe                                             | 48° 50′ 08″ nord, 2° 16′ 49″ est | « PA00086654 » | Inscrit Classé                                              | 1986 2020 | Immeuble Paquebot de Pierre Patout                                                      |
| Institut Pasteur                                                                        | 25, 28 rue du Docteur-Roux                                                  | 48° 50′ 25″ nord, 2° 18′ 40″ est | « PA00086655 » | Classé                                                      | 1981      | Institut Pasteur                                                                        |
| Service technique des constructions navales (incorporé au ministère des armées à Balard | 8 boulevard du Général-Martial-Valin                                        | 48° 50′ 07″ nord, 2° 16′ 52″ est | « PA00086656 » | Inscrit                                                     | 1965      | Service technique des constructions navales (incorporé au ministère des armées à Balard |
| Lycée Camille-Sée                                                                       | 11 rue Léon-Lhermitte                                                       | 48° 50′ 35″ nord, 2° 17′ 49″ est | « PA00135367 » | Inscrit                                                     | 1995      | Lycée Camille-Sée                                                                       |
| Mairie du 15e arrondissement de Paris                                                   | 31 rue Péclet                                                               | 48° 50′ 29″ nord, 2° 18′ 01″ est | « PA75150004 » | Inscrit Salle des fêtes labellisée Patrimoine du XXe siècle | 2011      | Mairie du 15e arrondissement de Paris                                                   |
| Mairie de Grenelle                                                                      | 1 place du Commerce 69 rue Violet                                           | 48° 50′ 43″ nord, 2° 17′ 29″ est | « PA00125445 » | Inscrit                                                     | 1993      | Mairie de Grenelle                                                                      |
| Pavillon Violet                                                                         | 6 place Violet                                                              | 48° 50′ 39″ nord, 2° 17′ 25″ est | « PA00125446 » | Inscrit                                                     | 1993      | Pavillon Violet                                                                         |
| Pont de Bir-Hakeim                                                                      |                                                                             | 48° 51′ 20″ nord, 2° 17′ 16″ est | « PA00086658 » | Inscrit                                                     | 1986      | Pont de Bir-Hakeim                                                                      |
| Pont Mirabeau                                                                           |                                                                             | 48° 50′ 47″ nord, 2° 16′ 35″ est | « PA00086659 » | Classé                                                      | 1975      | Pont Mirabeau                                                                           |
| La Ruche                                                                                | 2 passage de Dantzig                                                        | 48° 49′ 56″ nord, 2° 17′ 48″ est | « PA00086660 » | Inscrit                                                     | 1972      | La Ruche                                                                                |
| Square Saint-Lambert                                                                    | 1 à 7 square Saint-Lambert                                                  | 48° 50′ 32″ nord, 2° 17′ 49″ est | « PA75150001 » | Inscrit                                                     | 1997      | Square Saint-Lambert                                                                    |